# Gumuk Rejo
Gumuk Rejo is een bestuurslaag in het regentschap Pringsewu van de provincie Lampung, Indonesië. Gumuk Rejo telt 3437 inwoners (volkstelling 2010).